# Приборівська волость
Приборівська волость — адміністративно-територіальна одиниця Берестейського повіту Гродненської губернії Російської імперії. Волосний центр — село Приборово.
Станом на 1885 рік складалася з 7 поселень, 6 сільських громад. Населення — 3212 осіб (1607 чоловічої статі та 1605 — жіночої), 203 дворових господарств.
|                     | Площа, десятин | У тому числі орної, десятин |
| ------------------- | -------------- | --------------------------- |
| Сільських громад    | 2686           | 1348                        |
| Приватної власності | 8125           | 795                         |
| Іншої власності     | 25             | 16                          |
| Загалом             | 10836          | 2159                        |

Основні поселення волості:
- Приборово — колишнє власницьке село на Бузі за 56 верст від повітового міста, 810 мешканців, 80 дворів, православна церква, школа.
- Дубок — колишнє власницьке село, 410 осіб, 25 дворів, православна церква, школа.

## У складі Польщі
Після окупації поляками Полісся волость називали ґміна Пшиборово і включили до Берестейського повіту Поліського воєводства Польської республіки. Центром ґміни було село Приборово.
Розпорядженням Міністра внутрішніх справ Польщі 23 березня 1928 р. ліквідовано ґміну Пшиборово, а її територія включена до ґміни Домачево.